# Storia della Cecoslovacchia
La Storia della Cecoslovacchia può essere fatta iniziare con il crollo della Monarchia asburgica alla fine della prima guerra mondiale, quando fu creata la nazione indipendente della Cecoslovacchia (in ceco: Československo; in slovacco: Česko-Slovensko), su pressioni, tra gli altri, del Presidente USA Woodrow Wilson.
I cechi erano a un livello di sviluppo molto più avanzato (Boemia e Moravia erano le province più avanzate dell'Impero austro-ungarico e vi si concentrava la gran parte delle industrie), mentre gli slovacchi erano per lo più agricoltori di un'area che gli ungheresi consideravano "Ungheria Settentrionale". Inoltre, mentre il cattolicesimo era un forte fattore identificativo per la popolazione slovacca, i Cechi erano piuttosto tiepidi in fatto di religiosità. La differenza tra le due culture non fu mai colmata completamente, e la discrepanza fece sentire i suoi effetti durante i 75 anni di unione, fino a provocare la reciproca secessione.

## Storia politica

### Situazione fino al 1918

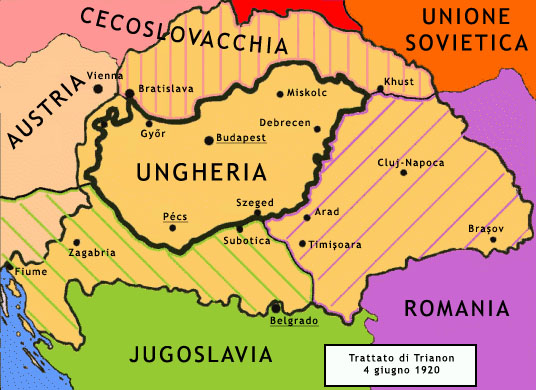
La creazione della Cecoslovacchia nel 1918 portò al trasferimento al nuovo stato slavo di tutta la cosiddetta Alta Ungheria

La creazione della Cecoslovacchia nel 1918 rappresentò il culmine della lunga battaglia (iniziata nel XIX secolo) per l'identità nazionale dei cechi contro i governatori austriaci e degli slovacchi contro gli ungheresi. Alla fine del XIX secolo la somiglianza delle due lingue contrastava con la rilevante differenza in ambito economico: infatti, se è vero che nell'Austria-Ungheria la Boemia e la Moravia da una parte e la Slovacchia dall'altra costituivano rispettivamente la parte più industrializzata dell'Austria e dell'Ungheria, la differenza tra i loro livelli di sviluppo era significativa.
La dominazione ungherese, prima, e quella austro-ungarica, poi, avevano visto i territori di quella che nel 1918 sarebbe diventata la Slovacchia partecipare a pieno titolo alla vita economica, politica e culturale dell'Europa danubiana e del Regno d'Ungheria in particolare.
La nobiltà slovacca, pienamente inserita in quella ungherese, ebbe modo di raggiungere i massimi livelli nella vita del paese. Grazie all'apporto di tante comunità etnico-linguistiche, fra cui tedeschi e ungheresi), la Slovacchia fu sempre una delle parti più importanti del regno danubiano.
Presburgo (Bratislava) fu fino agli inizi del XIX secolo capitale del Regno d'Ungheria.
Nel 1763 le autorità ungheresi istituirono due importanti accademie: una a Banská Štiavnica per le scienze minerarie, divenuta poi di importanza europea (per esempio con l'invenzione - da parte dell'ingegnere minerario József Károly Hell (1713-1789) della machina hydraulica pneumatica, antenata dell'airlift ancora oggi usata per l'estrazione del petrolio), e il Collegium Oeconomicum - a Senec - per la formazione di ingegneri civili e ragionieri camerali, affidato alla cura degli Scolopi.
Nonostante le differenze culturali, gli slovacchi condividevano con i cechi le aspirazioni di indipendenza dallo Stato asburgico e pertanto i due popoli si unirono volontariamente. Con il cambiamento del secolo, l'idea di un'entità ceco-slovacca iniziò ad essere avanzata da alcuni leader cechi e slovacchi, soprattutto fra le rispettive comunità in esilio, segnatamente negli Stati Uniti. Nell'ultimo decennio del XIX secolo si intensificarono anche i contatti tra gli intellettuali cechi e quelli slovacchi. Nonostante le differenze culturali, gli slovacchi condividevano con i cechi le stesse aspirazioni di rendersi indipendenti dall'Impero Austro-Ungarico.
Durante la prima guerra mondiale, nel 1916, Edvard Beneš, Milan Štefánik (astronomo slovacco che aveva partecipato alla guerra come pilota nell'aviazione francese) e Tomáš Masaryk crearono il Consiglio Nazionale Cecoslovacco. Masaryk negli Stati Uniti (e in Gran Bretagna e Russia) , Štefánik in Francia e Beneš in Francia e Gran Bretagna lavorarono senza sosta per ottenere il riconoscimento degli Alleati. Quando risultarono impossibili le trattative segrete tra gli Alleati e l'Imperatore austriaco Carlo I (1916-1918), gli Alleati riconobbero nell'estate del 1918 che il Consiglio Nazionale Cecoslovacco sarebbe stato il principale artefice del futuro governo cecoslovacco.

### La prima repubblica (1918-1938)

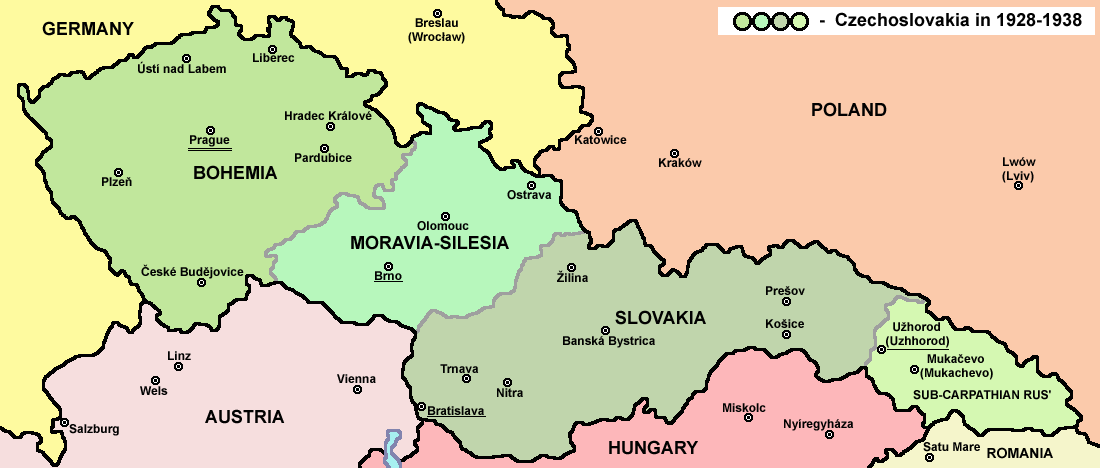
Cecoslovacchia nel 1928

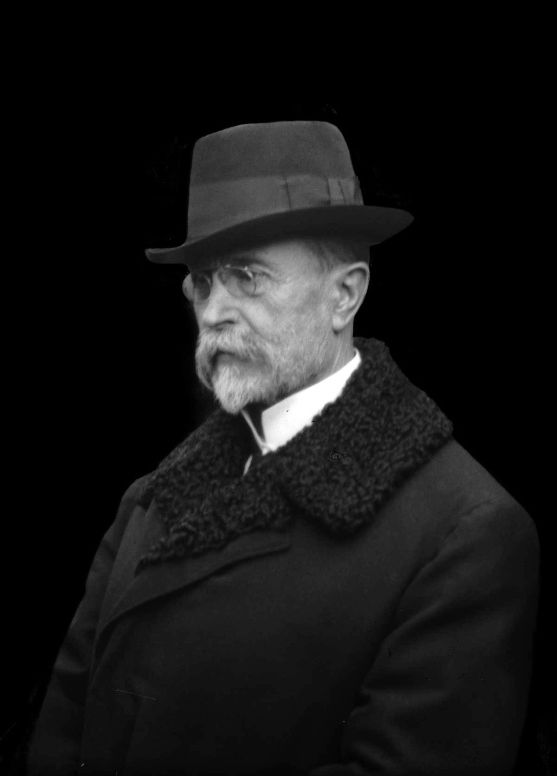
Tomáš Garrigue Masaryk, primo Presidente della Cecoslovacchia

L'indipendenza della Cecoslovacchia fu proclamata ufficialmente a Praga il 28 ottobre 1918. Gli slovacchi, rappresentati da un Consiglio nazionale slovacco (1918), si unirono al nuovo Stato approvando due giorni dopo la Dichiarazione di Martin. Fu adottata una costituzione temporanea e Tomáš Masaryk fu dichiarato Presidente il 14 novembre. Il Trattato di Saint Germain, firmato nel settembre 1919 riconobbe formalmente la nuova repubblica. La Rutenia subcarpatica, che in seguito a un plebiscito fra gli emigrati ruteni negli Stati Uniti d'America, in un'assemblea nazionale svoltasi a Užhorod l'8 maggio 1919 aveva sollecitato l'ingresso nella Cecoslovacchia, fu riconosciuta come parte del nuovo Stato con il Trattato del Trianon (giugno 1920). Ci furono forti dispute relativamente ai confini del nuovo Stato, sia con la Polonia, in particolar modo per l'assegnazione di parte della Slesia, nella zona di Teschen (Tesin), sia con la Germania, lungo quasi tutto il confine.
Il nuovo Stato si caratterizzò per una decisa lotta alle minoranze etniche, non tanto quella tedesca, che era troppo forte per essere schiacciata quanto quella magiara.
In violazione di tutte le clausole di protezione delle minoranze impostegli dagli Alleati, la Cecoslovacchia provvide subito a ripulire etnicamente il paese, soprattutto nei settori chiave della politica, dell'amministrazione, della cultura, della Chiesa, confiscando le terre agli ungheresi, creando un nuovo sistema elettorale per ostacolare l'elezione dei rappresentanti ungheresi, chiudendo le scuole ungheresi, licenziando i funzionari ungheresi, deportando i religiosi ungheresi, abolendo l'uso ufficiale della lingua ungherese, chiudendo le associazioni culturali ungheresi e l'università ungherese di Presburgo, l'antica capitale dell'Ungheria
Quest'azione antiungherese ridusse gli ungheresi da un milione del 1918 a 600.000 persone del 1945 e aiutò non poco a forgiare l'identità nazionale della nuova Cecoslovacchia, il cui principale problema era quello di amalgamare le due anime, quella ceca e quella slovacca, dello Stato, così diverse per storia, tradizioni religiose, culturali e sociali.
La nuova nazione aveva una popolazione di più di 13,5 milioni di abitanti; ereditò il 70-80% delle industrie dell'Impero austro-ungarico, pertanto la Cecoslovacchia era una delle dieci nazioni più industrializzate al mondo, anche se le terre ceche erano molto più avanzate rispetto alla Slovacchia. La gran parte delle industrie si trovava nei Sudeti ed erano possedute da tedeschi e controllate da banche tedesche; la Rutenia subcarpatica era molto arretrata, ed era praticamente senza industrie.
Lo Stato cecoslovacco era una democrazia parlamentare; la costituzione identificava la "nazione cecoslovacca" come creatore e principale costituente dello Stato cecoslovacco, e stabilì il ceco e lo slovacco lingue ufficiali. Il concetto della nazione cecoslovacca era necessario per giustificare l'istituzione della Cecoslovacchia nel mondo, altrimenti la ragione della maggioranza statistica dei cechi comparata a quella dei tedeschi sarebbe stata piuttosto debole. Il nuovo governo fu caratterizzato dalla stabilità, i cui fautori furono soprattutto i partiti politici che emersero come veri e propri centri del potere.
Nel 1935 Edvard Beneš succedette a Masaryk come Presidente, eletto l'anno precedente per la quarta volta, ma costretto ad abbandonare il suo ruolo per motivi di salute.

### La seconda repubblica (1938-1939)
Sebbene la Cecoslovacchia fosse l'unico Stato dell'Europa centrale ad aver mantenuto una democrazia parlamentare dal 1918 al 1938, dovette affrontare problemi dati dalle minoranze etniche, le più importanti delle quali erano quelle dei tedeschi e degli ungheresi. La popolazione di etnia tedesca costituiva più del 23% della popolazione dello Stato, ed era principalmente concentrata nelle province ceche (Boemia e Moravia), di cui costituiva più del 30% della popolazione. Il nome che si diedero i Tedeschi di Boemia e Moravia fu Sudeti, dal nome di una catena montuosa della zona. Alcuni membri di queste minoranze cercarono di far crollare il nuovo Stato cecoslovacco.
L'avanzata di Hitler in Germania, l'annessione tedesca (Anschluss) dell'Austria, la rinascita del revisionismo in Ungheria, i movimenti autonomisti della Slovacchia e la politica di appeasement (accettazione) delle potenze occidentali (Francia e Regno Unito) lasciarono la Cecoslovacchia senza alleati, esposta all'ostile Germania e all'Ungheria, oltre che alla Polonia (che non nutriva simpatie per il nuovo Stato, e ne rivendicava alcuni distretti) verso nord.

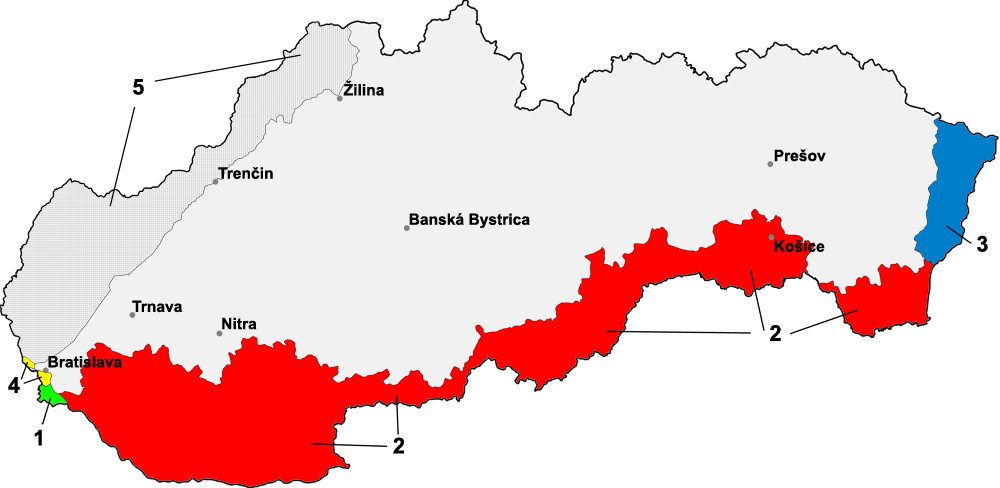
Modifiche territoriali in Slovacchia nel periodo pre-bellico:
1: Testa di ponte di Bratislava, parte dell'Ungheria fino al 15 ottobre 1947
2: Slovacchia meridionale, ceduta all'Ungheria il 2 novembre 1938 in seguito del Primo Arbitrato di Vienna.
3: Territorio orientale della Slovacchia attorno alle città di Stakčín e Sobrance, annesse dall'Ungheria il 4 aprile 1939.
4: Devín e Petržalka (attualmente parte della città di Bratislava), annesse dalla Germania nazista nell'ottobre 1938.
5: "Zona di protezione" (Schutzzone) tedesca, occupata militarmente a seguito degli "trattato di protezione" con la Slovacchia.

Dopo l'Anschluss austriaco, la Cecoslovacchia stava diventando il nuovo obiettivo di Hitler. La minoranza nazionalista tedesca, condotta da Konrad Henlein e con Hitler che ne tesseva le trame, chiese l'unione dei distretti a prevalenza tedesca alla Germania. Agitando l'idea della guerra, Hitler, con la Conferenza di Monaco, estorse nel settembre 1938 parti della Boemia, della Moravia e della Slesia (identificate con il nome di Sudeti) alla Cecoslovacchia. Il 29 settembre fu firmato l'Accordo di Monaco da Germania, Italia, Francia e Regno Unito, e il governo cecoslovacco dovette acconsentire, non essendo stato invitato alla Conferenza. Dopo un ultimatum del 30 settembre, la Polonia ottenne la regione disputata di Zaolzie, dopo l'Accordo di Monaco. Beneš si dimise da Presidente della repubblica il 5 ottobre 1938, volò a Londra e fu sostituito da Emil Hácha. All'inizio del mese di novembre, con il Primo Arbitrato di Vienna, la Cecoslovacchia fu obbligata da Germania e Italia a cedere la Slovacchia meridionale (un quinto del territorio slovacco) all'Ungheria.
I cechi, nella Repubblica cecoslovacca enormemente indebolita, furono obbligati a maggiori concessioni ai non-cechi. Il comitato esecutivo del Partito Popolare Slovacco si riunì a Žilina il 5 ottobre 1938 e con il consenso di tutti i partiti slovacchi, eccetto i Social Democratici, formò un governo autonomo slovacco con Jozef Tiso. Analogamente, le due maggiori fazioni della Rutenia subcarpatica, i russofili e gli ucrainofili, si accordarono sull'istituzione di un governo autonomo, costituito l'8 ottobre. Nel tardo novembre 1938, lo Stato troncato, rinominato Ceco-Slovacchia (la cosiddetta Seconda repubblica) fu ricostituito in tre unità autonome: Cechia (Boemia e Moravia), Slovacchia e Rutenia.
Il 14 marzo 1939 la Slovacchia di Jozef Tiso ottenne l'indipendenza formale come stato satellite, fondando la Prima repubblica slovacca. Hitler obbligò Hácha a cedere quel che rimaneva della Boemia e della Moravia al controllo tedesco il 15 marzo 1939, stabilendo il Protettorato di Boemia e Moravia, creato il 16 marzo. Nello stesso giorno, la Rutenia subcarpatica dichiarò la propria indipendenza e fu immediatamente invasa e annessa dall'Ungheria. Infine, il 23 marzo, l'Ungheria invase e occupò ulteriori parti della Slovacchia orientale, passando dai Carpazi.

### Seconda guerra mondiale

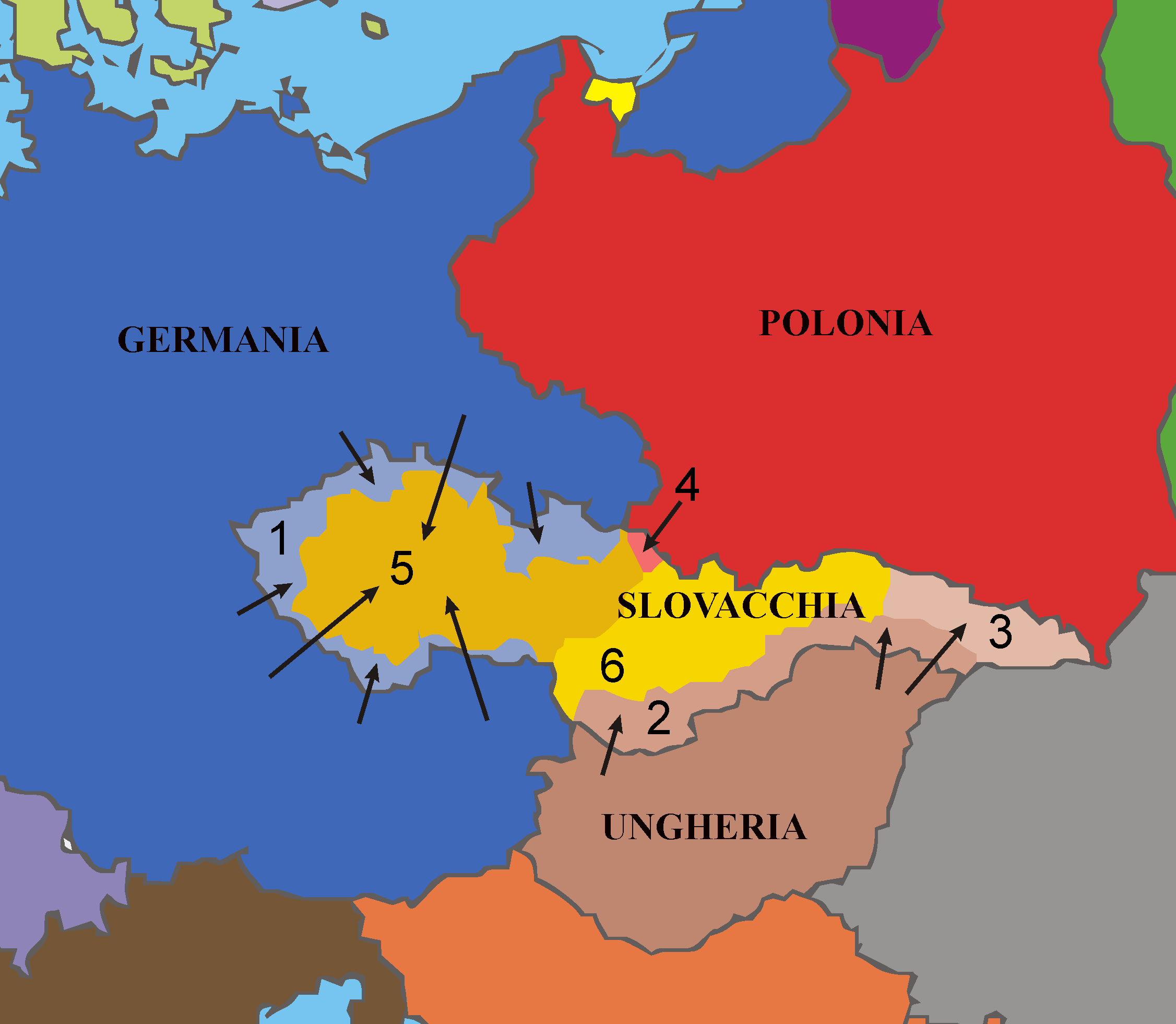
Smembramento della Cecoslovacchia:
1) Nel 1938 verranno occupati i territori sudeti da parte di Hitler.
2-3) Con il Primo Arbitrato di Vienna andranno poi all'Ungheria dei territori di lingua ungherese e rutena.
4) La Polonia occuperà parte della cittadina di Cieszyn/Teschen (pochi mesi prima di cadere a sua volta sotto i panzer nazisti e sovietici).
5) Nella primavera del 1939 Hitler occuperà le zone di lingua ceca, trasformate in Protettorato di Boemia e Moravia.
6) La Slovacchia resterà in teoria indipendente, ma in pratica diventerà uno Stato vassallo della Germania nazista.

Beneš e altri esiliati cecoslovacchi a Londra organizzarono il governo in esilio cecoslovacco e negoziarono per ottenere un riconoscimento internazionale per il governo e l'abrogazione degli Accordi di Monaco. Il governo fu riconosciuto dal Regno Unito il 18 luglio 1940, dall'Unione Sovietica e dagli USA nel 1941. Le unità militari cecoslovacche combatterono insieme agli Alleati; nel dicembre 1943 il governo di Beneš giunse a un trattato con l'URSS, e operò per portare gli esiliati comunisti cecoslovacchi in Gran Bretagna per cooperare attivamente col governo. Nel marzo 1945 Beneš offrì a esiliati comunisti a Mosca posti chiave nel suo governo.
L'assassinio nel 1942 del Reichsprotektor, Reinhard Heydrich, da parte di un gruppo di partigiani cechi e slovacchi, portò a repressioni, incluso l'annientamento del villaggio di Lidice. Tutti gli uomini adulti furono giustiziati, mentre le donne e i bambini vennero trasportati nei campi di concentramento.
L'8 maggio 1944 Beneš firmò un accordo con i capi sovietici affinché il territorio cecoslovacco liberato dall'Armata rossa potesse essere posto sotto il controllo civile cecoslovacco.
Dal 21 settembre 1944 in avanti, la Cecoslovacchia fu liberata principalmente dalle truppe sovietiche, supportate dalla resistenza ceca e slovacca, da est a ovest; solo la Boemia sud-orientale fu liberata da altre truppe alleate da ovest. Nel maggio 1945 le forze americane liberarono la città di Plzeň, e si verificò una rivolta contro i nazisti a Praga. La resistenza era assistita da truppe ausiliarie composte da russi, e originariamente organizzate dai tedeschi. Eccezion fatta per le brutalità commesse dall'occupazione tedesca in Boemia e Moravia, la Cecoslovacchia soffrì ben poco la guerra. Bratislava fu liberata il 4 aprile e Praga il 9 maggio 1945 dalle truppe sovietiche. Sia i sovietici che gli alleati si ritirarono dal territorio nello stesso anno.
Nel giugno 1945 fu firmato un trattato che cedeva la Rutenia subcarpatica all'URSS; la Conferenza di Potsdam stabilì l'espulsione dei tedeschi dai Sudeti. Nel febbraio 1946 il governo ungherese acconsentì al fatto che la Cecoslovacchia potesse espatriare tanti ungheresi quanti erano gli slovacchi in Ungheria che desideravano rientrare in Cecoslovacchia.

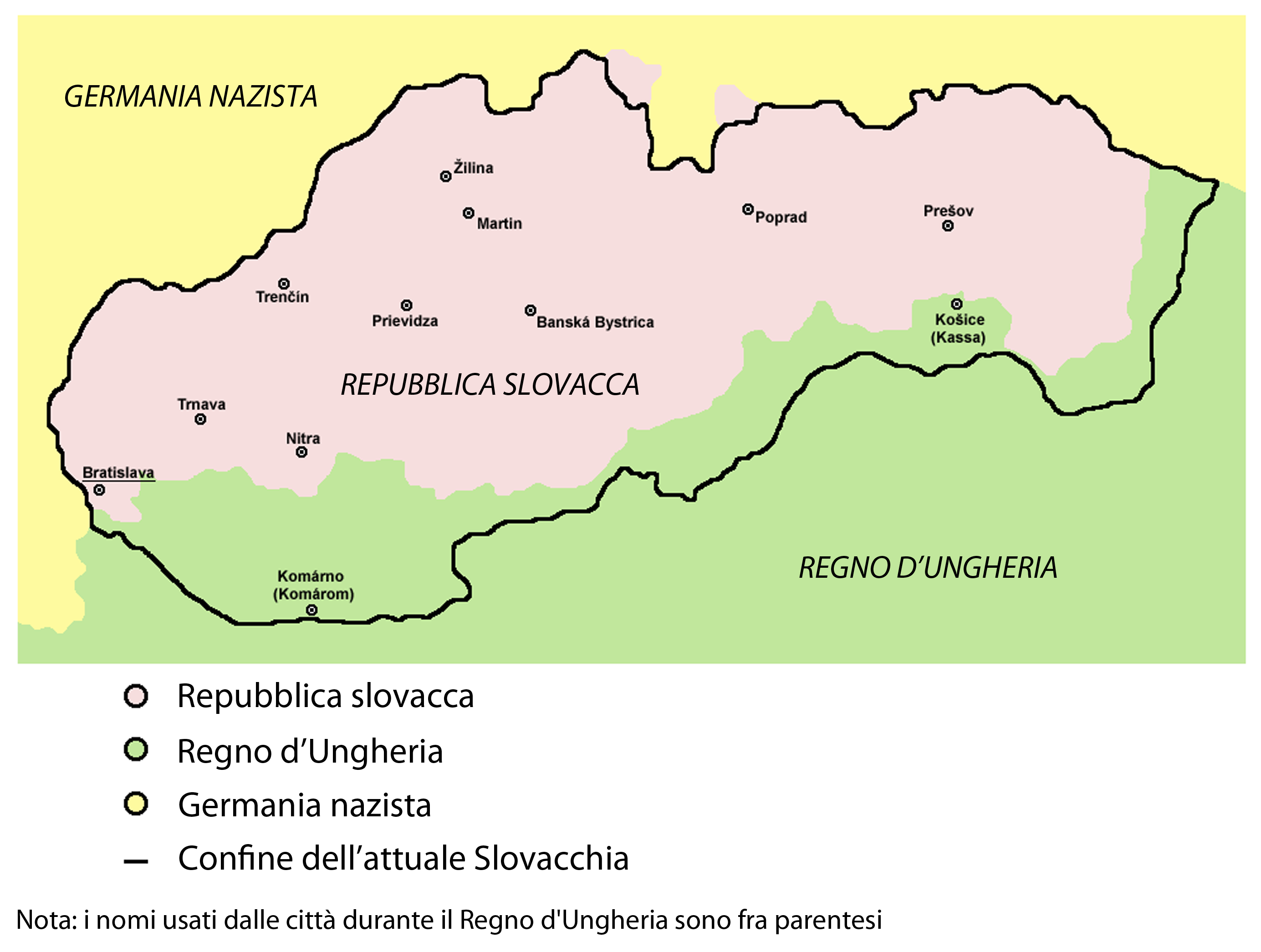
La Repubblica Slovacca nel 1941

### La terza repubblica (1945-1948) e il comunismo (1948)
Nell'aprile 1945 venne fondata la Terza Repubblica. Il governo, insediatosi a Košice il 4 aprile e spostatosi a Praga nel mese di maggio, era formato da una coalizione del Fronte Nazionale in cui vi erano i Comunisti, i Social Democratici e i Socialisti. Nella coalizione vi erano anche non-socialisti; tra di essi il Partito Popolare Cattolico (in Moravia) e il Partito Democratico.
La Cecoslovacchia cadde nella sfera di influenza dell'Unione Sovietica.
L'entusiasmo popolare evocato dalle truppe sovietiche di liberazione (stabilita nel compromesso di Stalin con gli Alleati alla Conferenza di Jalta nel 1945) andò a beneficio del Partito Comunista di Cecoslovacchia (KSČ). I cecoslovacchi, sentendosi traditi e delusi dagli occidentali a causa della Conferenza di Monaco del 1938, risposero in favore sia del KSČ che dell'alleanza coi sovietici. Riuniti dopo la guerra, i cechi e gli slovacchi organizzarono le elezioni nazionali nella primavera del 1946. Gli elementi democratici, condotti dal presidente Edvard Beneš, speravano che l'URSS avrebbe permesso alla Cecoslovacchia la libertà di scegliere il governo e di lasciare che la nazione diventasse un ponte tra est e ovest. I comunisti si assicurarono una grande maggioranza nel Comitato Nazionale eletto, il nuovo organo di amministrazione locale. Nelle elezioni del maggio 1946, il KSČ vinse nella parte ceca del Paese (40,17%) e gli anti-comunisti (Partito Democratico) vinsero in Slovacchia (62%). A livello nazionale, comunque, fu il KSČ a vincere, con il 38% di media; Edvard Beneš continuò a detenere la carica di Presidente. Il leader comunista Klement Gottwald divenne Primo ministro e anche se i comunisti detenevano pochi ministeri, erano in grado di controllare tutti i ministeri chiave.
Nonostante il nuovo governo comunista intendesse inizialmente partecipare al Piano Marshall, fu obbligato da Mosca a recedere.
Tra le priorità affrontate dalle nuove autorità ci fu la sistemazione della questione etnica.
A seguito della resa tedesca, circa 2,9 milioni di tedeschi furono espulsi dalla Cecoslovacchia con l'approvazione degli Alleati. 
Forti del via libera alla pulizia etnica concessa dagli Accordi di Pace del 1946, il governo decise il trasferimento in Ungheria di tutta la minoranza magiara in massa (600.000 persone) in cambio del trasferimento degli Slovacchi d'Ungheria in Slovacchia. 
Mentre 100.000 slovacchi lasciarono l'Ungheria, quasi tutti gli ungheresi (eccetto 73.000) decisero di resistere e rimanere nei propri paesi natali.
Questa decisione della gran parte degli Ungheresi di restare in territorio slovacco radicalizzò lo scontro nazionalistico: a 300.000 ungheresi venne imposta la nazionalità slovacca. 
Il clima di intimidazione creato tra le minoranze, fece ridurre a 370.000 il numero di coloro che al censimento del 1950 si dichiarò ungherese (solo negli anni sessanta, con la destalinizzazione, il numero di coloro che si dichiarò ungherese salì sopra le 500.000 unità).
Nel 1947 Stalin convocò Gottwald a Mosca, e al suo ritorno la strategia del KSČ divenne più radicale. Il 20 febbraio 1948 diedero le dimissioni dodici ministri non comunisti, per indurre Beneš a indire nuove elezioni: il Presidente rifiutò di accettare le dimissioni, e non indisse nuove elezioni. Nel frattempo, il KSČ organizzò le sue forze: il Ministero degli Interni (controllato dai comunisti) dispiegò le forze di polizia nei punti nevralgici e organizzò una milizia popolare. Il 25 febbraio Beneš, temendo un intervento sovietico, capitolò. Accettò le dimissioni dei ministri dissidenti e ricevette da Gottwald una nuova formazione di governo che completò, attraverso i mezzi della legalità superficiale, la presa del potere da parte dei comunisti.

### L'era comunista (1948-1989)

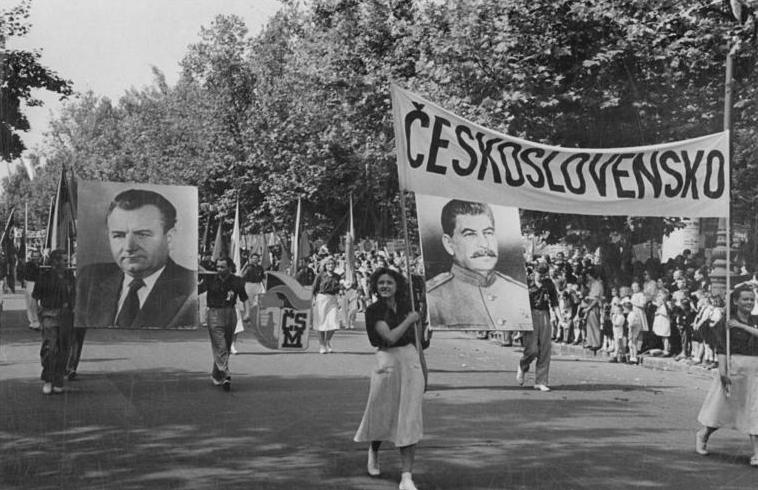
Delegazione cecoslovacca a Budapest nel 1949, con i ritratti di Gottwald e Stalin

Nel febbraio 1948, quando il comunismo prese il potere, la Cecoslovacchia fu dichiarata "democrazia popolare" (fino al 1960) — un passo preliminare verso il socialismo e, infine, verso il comunismo. Fu anche introdotto il centralismo burocratico sotto la direzione del Partito Comunista. Gli elementi dissidenti furono eliminati a tutti i livelli della società, inclusa la Chiesa cattolica. I principi ideali del Marxismo-Leninismo e del realismo socialista pervasero la vita culturale e intellettuale. L'economia era amministrata a livello centrale e pianificato, con il progetto dell'abolizione della proprietà privata del capitale. La Cecoslovacchia divenne uno stato satellite dell'URSS; fu un membro fondatore del Consiglio per la Mutua Assistenza Economica (COMECON) nel 1949 e del Patto di Varsavia nel 1955. L'autonomia della Slovacchia fu eliminata e il KSS (Partito Comunista della Slovacchia) fu riunito al KSČ, mantenendo la sua identità. Seguendo l'esempio sovietico, la Cecoslovacchia iniziò ad enfatizzare il rapido sviluppo dell'industria pesante; anche se la crescita industriale del 170% dal 1948 al 1957 procedette spedita, fu rapidamente sorpassata dal Giappone (300%) e dalla Repubblica Federale Tedesca (quasi 300%), ed eguagliata da Austria e Grecia.
Beneš rifiutò di firmare la Costituzione Comunista del 1948 e si dimise da Presidente; gli successe Klement Gottwald, che morì nel 1953; a lui succedette Antonín Zápotocký come Presidente e Antonín Novotný come Capo del KSČ. Dopo numerose purghe, sul modello della Russia stalinista e come in altri paesi orientali, il Partito Comunista denunciò 14 suoi leader (fra cui Rudolf Slánský, segretario generale del KSČ) nel novembre 1952 e li condannò a morte.
Negli anni cinquanta gli stalinisti accusarono gli oppositori di "cospirazione contro l'ordine di democrazia popolare" e di "alto tradimento", per espellerli dalle posizioni di potere. Vennero effettuati arresti in larga scala di Comunisti che erano favorevoli all'internazionalismo, cioè quelli che avevano avuto contatti con l'Occidente, i veterani della guerra civile spagnola, ebrei e borghesi nazionalisti slovacchi.
Per più di un decennio, la struttura politica comunista della Cecoslovacchia fu caratterizzata dall'ortodossia della presidenza del capo del partito Antonín Novotný. Novotný divenne Presidente nel 1957 quando morì Zápotocký. 
La Costituzione della Cecoslovacchia del 1960 dichiarò la vittoria del socialismo e proclamò la Repubblica Socialista Cecoslovacca.
All'epoca dell'inizio del regime comunista, la Cecoslovacchia aveva un'economia bilanciata e uno dei più alti livelli di industrializzazione del continente. Nel 1948 però il governo iniziò a penalizzare l'industria in confronto all'agricoltura e alla produzione alimentare e dei servizi. Le principali industrie di base e il commercio estero erano state nazionalizzate prima dell'instaurazione del regime, ma la completa nazionalizzazione avvenne nel 1950-'51.
L'industria pesante ricevette un grande supporto economico durante gli anni cinquanta, ma il controllo centrale causò molti sprechi e l'uso inefficiente delle risorse. Nonostante la forza lavoro fosse tradizionalmente efficiente e preparata, gli incentivi inadeguati al lavoro e alla dirigenza contribuirono a una bassa produttività e alla bassa qualità dei prodotti. I fallimenti economici raggiunsero uno stadio critico negli anni sessanta, dopo i quali furono varate misure di riforma con risultati ancora insoddisfacenti.
La destalinizzazione in Cecoslovacchia ebbe inizio tardi. All'inizio degli anni sessanta l'economia della nazione divenne pericolosamente stagnante. Il tasso di crescita industriale era il più basso dell'Europa orientale, e pertanto nel 1965 il Partito approvò il Nuovo Modello Economico, che introdusse il libero mercato. Il KSČ presentò nel dicembre 1965 la sua soluzione per la riforma politica: il centralismo democratico fu ridefinito, mettendo più l'accento sulla democrazia. Il ruolo dominante del KSČ fu riaffermato ma limitato; gli slovacchi intanto facevano pressioni per la federalizzazione della nazione. Il 5 gennaio 1968 il Comitato Centrale del KSČ elesse Alexander Dubček, riformatore slovacco, per sostituire Novotný come segretario del KSČ. Il 22 marzo 1968 Novotný si ritirò dalla Presidenza e gli succedette il generale Ludvík Svoboda.

#### La Primavera di Praga (1968)

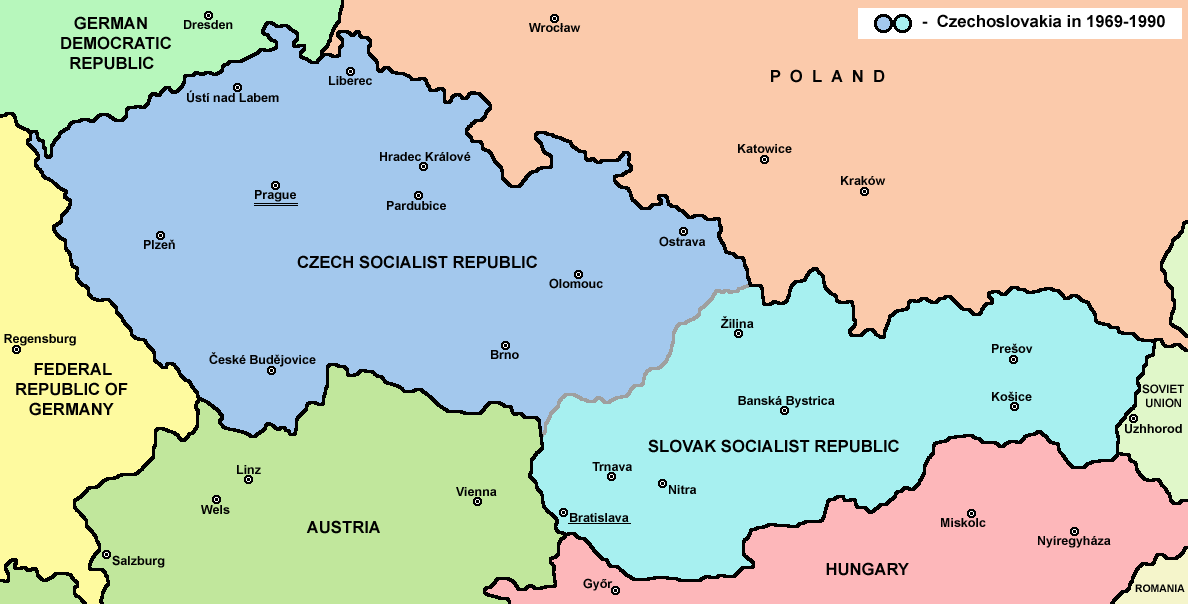
La Cecoslovacchia nel 1969

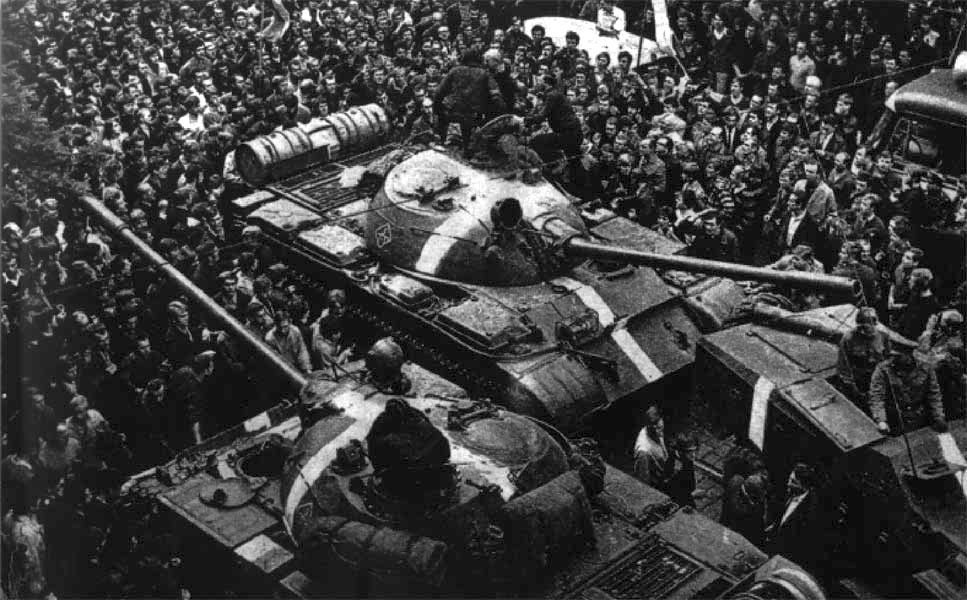
Invasione sovietica dopo la primavera di Praga, 1968

Dubček portò avanti il movimento di riforma nella direzione del liberalismo. Dopo la caduta di Novotný, la censura fu tolta e la stampa, la radio e la televisione furono mobilizzate per scopi di propaganda riformista. Il movimento per la democratizzazione del socialismo in Cecoslovacchia, un tempo confinato nell'intelligentsia del partito, acquisì un nuovo dinamismo popolare nella primavera del 1968 (la Primavera di Praga). Vi trovarono espressione elementi radicali: apparve nella stampa la polemica anti-sovietica, i socialisti democratici iniziarono a formare un partito separato, furono creati nuovi circoli non affiliati politicamente. La conservazione del Partito richiedeva l'implementazione di misure repressive, ma Dubček mantenne la moderazione e rienfatizzò la leadership del KSČ. Inoltre, la Presidenza di Dubček cercò cambiamenti politico-militari nel Patto di Varsavia e nel COMECON, per migliorare le relazioni con tutte le nazioni del mondo senza riguardo al loro sistema sociale.
Un programma adottato nell'aprile 1968 pose le linee guida per una democrazia socialista moderna e umanista, che avrebbe garantito, tra l'altro, libertà di religione, stampa, assemblea, parola e spostamento; un programma che, con le parole di Dubček, avrebbe dato al socialismo "un volto umano". Dopo 20 anni di partecipazione pubblica scarsa, la popolazione iniziò gradualmente ad avere interesse nel governo, e Dubček divenne una figura molto popolare a livello nazionale.
Le riforme interne e gli accordi di politica estera della Presidenza Dubček crearono problemi agli altri governi del Patto di Varsavia. I conservatori del KSČ informarono male Mosca riguardo al movimento di riforma, e di conseguenza le truppe del Patto di Varsavia (eccetto quelle della Romania) invasero la Cecoslovacchia nella notte tra il 20 e il 21 agosto. I due terzi del Comitato Centrale del KSČ si opposero all'intervento sovietico e l'opposizione popolare si espresse in numerosi atti spontanei di resistenza non violenta. A Praga e in altre città, sia i cechi che gli slovacchi accolsero i soldati del Patto con astio. Il governo cecoslovacco dichiarò che le truppe non erano state invitate nella nazione e che la loro invasione costituiva una violazione dei principi del socialismo, della legge internazionale e dello Statuto delle Nazioni Unite. Dubček, che era stato arrestato nella notte dell'invasione, fu portato a Mosca per negoziare. Il risultato fu la Dottrina Brežnev della sovranità limitata, che causò il rafforzamento del KSČ, il controllo del partito sui mezzi di comunicazione, e la soppressione del partito Social Democratico cecoslovacco.
Il 19 gennaio 1969 lo studente Jan Palach si diede fuoco in piazza San Venceslao a Praga per protestare contro l'invasione della Cecoslovacchia da parte dell'Unione Sovietica nel 1968.
I principali riformatori cecoslovacchi furono forzatamente e segretamente portati in Unione Sovietica dove firmarono un trattato che permetteva lo "stazionamento temporaneo" di un indeterminato numero di truppe in Cecoslovacchia. Dubček fu rimosso dalla posizione di Primo Segretario il 17 aprile 1969 e fu sostituito da un altro slovacco, Gustáv Husák. In seguito, Dubček e molti suoi alleati furono tolti dalle loro posizioni nel partito con una nuova ondata di purghe che durò fino al 1971 e ridusse i membri del partito di quasi un terzo.
In economia, con l'avvento di Alexander Dubček nel gennaio 1968 nacquero le speranze per un grande movimento di riforma; nonostante i rinnovati sforzi, però, la Cecoslovacchia non poteva molto contro le forze inflazionistiche, e non riusciva a iniziare l'immenso compito di correggere i problemi alla base dell'economia.
Si assistette a una crescita dell'economia negli anni settanta, ma si tornò al stagnazione dal 1978 al 1982. Negli anni ottanta ci furono invece tentativi di rivitalizzare l'economia con incentivi ai lavoratori e ai manager, ma i programmi non ebbero successo. L'economia crebbe dopo il 1982, raggiungendo una media annuale di più del 3% dal 1983 al 1985. Furono diminuite le importazioni dall'Occidente e aumentarono le esportazioni; il debito legato alla valuta diminuì. Furono effettuati nuovi investimenti nell'elettronica, nella chimica e nel settore farmaceutico, che erano i settori leader nell'Europa orientale a metà degli anni ottanta.

#### La politica estera (1948-1989)
La politica estera si allineò rigidamente a quella sovietica.
La propaganda e i servizi segreti collaborarono strettamente con gli omologhi sovietici.
In alcuni casi il regime comunista aiutò i partiti comunisti occidentali dando aiuto a terroristi condannati o ricercati nel loro paese. Questi furono talvolta impiegati nelle trasmissioni di Radio Praga in varie lingue.

Per quanto concerne l'Italia rapporti tra i comunisti italiani e la Cecoslovacchia ci furono dalla fine della II guerra; il Pci fece espatriare in Cecoslovacchia molti uomini appartenenti all'ala rivoluzionaria, ex partigiani che non accettavano di inserirsi nella nuova Repubblica italiana. Per un certo periodo si è dato per certo che leader delle Br avessero fatto viaggi in Cecoslovacchia all'inizio degli anni settanta e nel decennio successivo, ma nessuna delle indagini svolte al riguardo ha mai condotto a risultati significativi. Alla fine dell'era comunista il governo cecoslovacco fece pervenire nel settembre 1990, al governo italiano una lista di nomi. Altri nomi fece pervenire il dossier Mitrokin. È possibile che le persone siano le stesse indicate con nomi convenzionali diversi.

#### La questione slovacca
La parte slovacca della nazione ebbe maggiori guadagni dalla produzione industriale negli anni sessanta e settanta, e giunse ad eguagliare quella delle terre ceche. Il PIL della Slovacchia crebbe dal 60% di quello di Boemia e Moravia nel 1948 a circa l'80% nel 1968, e il potere di acquisto degli slovacchi nel 1971 era pari a quello dei cechi. Il tasso di crescita dell'economia slovacca ha continuato a essere superiore a quello ceco fino ad oggi (2003).

#### La normalizzazione
Alexander Dubček rimase in carica fino all'aprile del 1969. Gustáv Husák (centrista e nazionalista slovacco) fu nominato primo segretario (titolo cambiato in segretario generale nel 1971). Iniziò un periodo di normalizzazione (restaurazione della continuità con il periodo precedente alle riforme). Questo periodo di normalizzazione ripropose la repressione politica e il ritorno alla conformità ideologica; la classe dirigente cecoslovacca dovette subire una nuova ondata di purghe.
Le dimostrazioni antisovietiche dell'agosto 1969 aprirono la porta a un periodo di aspra repressione: gli anni settanta e ottanta divennero noti come il periodo della "normalizzazione", nella quale gli apologisti dell'invasione sovietica del 1968 impedirono ogni opposizione al loro regime conservatore, il che portò alla stagnazione della vita politica, sociale ed economica. L'unica cosa richiesta durante la Primavera di Praga che fu ottenuta fu la federalizzazione della nazione, che fu decisa formalmente durante la normalizzazione. La nuova Assemblea Federale (il Parlamento federale) divenne bicamerale, composta da una Camera dei popoli, eletta in tutta la Cecoslovacchia, e da una Camera delle nazioni, in cui cechi e slovacchi erano presenti in pari numero, dovette quindi relazionarsi e lavorare in cooperazione sia con il Consiglio nazionale ceco sia con quello slovacco (i Parlamenti nazionali).
Nel 1975 Gustáv Husák aggiunse la posizione di presidente al suo titolo di capo del partito. Il regime di Husák obbligò tutti alla conformità e all'obbedienza in ogni aspetto della vita. Fece ritornare la Cecoslovacchia a un'economia comandata dall'alto, con grande enfasi sulla pianificazione, estendendo anche l'industrializzazione. Per un certo periodo questa politica sembrò avere successo, ma gli anni ottanta costituirono comunque un periodo di stagnazione economica. Altra caratteristica del regime di Husák fu la continua dipendenza dall'Unione Sovietica. Negli anni ottanta circa il 50% dei commerci esteri cecoslovacchi erano con l'URSS, e circa l'80% con gli altri paesi comunisti.
Negli anni settanta e ottanta il regime fu sfidato da gruppi organizzati e non, che aspiravano al pensiero e all'attività indipendente. Il 6 gennaio 1977, un manifesto chiamato Charta 77 apparve nei giornali della Germania Ovest, ed era firmato da 243 persone; tra di esse vi erano artisti, ex ufficiali pubblici e altre figure di spicco. La Charta ricevette oltre 800 firme entro la fine del 1977, inclusi lavoratori e giovani. Questo documento criticava il governo per il fallimento nella difesa dei diritti umani, inclusa la nuova costituzione. Anche se non organizzati in senso pratico, i firmatari della Charta 77 costituirono un'iniziativa dei cittadini che aveva come scopo spingere il governo cecoslovacco ad osservare l'obbligo di rispettare i diritti umani dei cittadini. I firmatari vennero arrestati e interrogati; furono poi licenziati dal loro posto di lavoro, ma il primo portavoce, il filosofo Jan Patočka, morì in seguito alle torture subite. Siccome la religione offriva possibilità di pensiero e attività indipendente, fu severamente controllata e i diritti della Chiesa subirono limitazioni. Diversamente dalla Polonia, l'attività dissidente e indipendente fu limitata a un piccolo insieme della popolazione. Molti cechi e slovacchi emigrarono verso ovest.

### La Rivoluzione di velluto (1989)

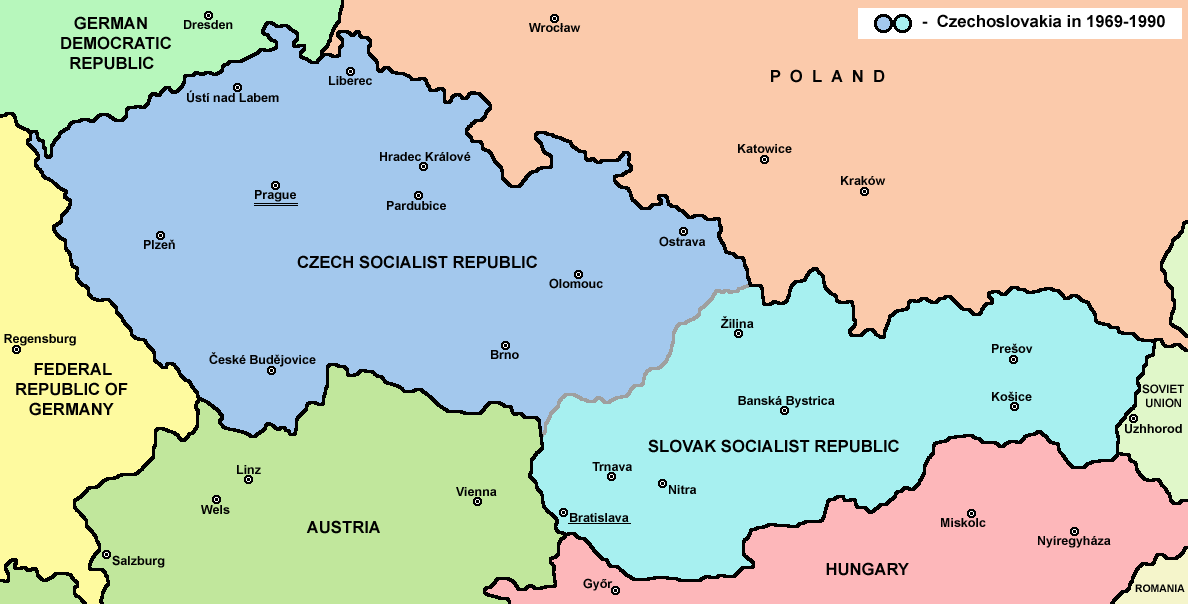

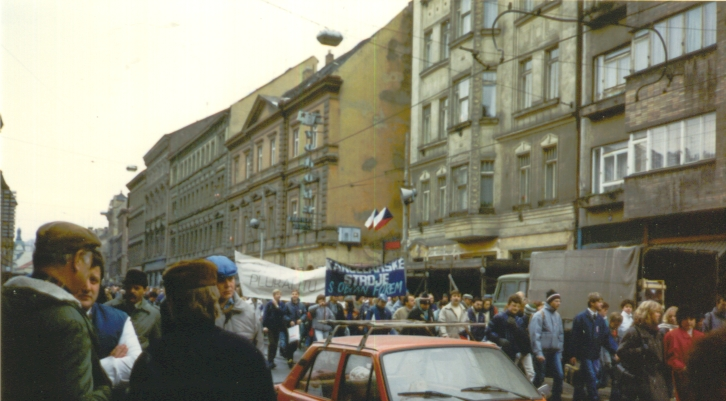
Corteo di protesta nel novembre 1989 a Praga (rivoluzione di velluto).

Anche se nel marzo 1987 Gustáv Husák aveva spinto la Cecoslovacchia a seguire il programma della perestrojka, avvisò comunque il partito nell'ottobre dello stesso anno a "non prendere decisioni troppo affrettate", per "minimizzare i rischi che si sarebbero potuti verificare." (1º dicembre 1987)
Il 17 dicembre 1987 Husák si dimise come capo del KSC. Mantenne, comunque, la carica di Presidente della Cecoslovacchia e quella di membro del Presidio del KSC. Le dimissioni di Husák furono causate dalla cattiva salute e dalle ambizioni crescenti dei membri del partito Miloš Jakeš, Ladislav Adamec e Vasil Biľak, che divennero chiare a partire dalla primavera del 1987. Miloš Jakeš, che sostituì Husák come primo segretario del KSC, aveva sessantacinque anni al tempo dell'assunzione della carica più alta della nazione. Oltre la differenza di età e il fatto che Jakeš era ceco mentre Husák era slovacco, poche altre cose fecero chiaramente distinguere i due capi. Nei suoi primi discordi da capo del KSC, Jakeš assicurò al Comitato Centrale del Partito che avrebbe continuato il percorso moderato di riforma intrapreso da Husák. Chiese l'introduzione in larga scala delle nuove tecnologie come mezzo per "incrementare in modo fondamentale l'efficienza dell'economia cecoslovacca". Avvisò anche che non ci sarebbero state marce indietro sui principi fondamentali del socialismo, aggiungendo che il partito aveva imparato la lezione del 1968-1969 e che ora pertanto ne conosceva le conseguenze. Allo stesso tempo, Jakeš subì la pressione sovietica per le riforme dirette a ottenere la ristrutturazione economica, e affermò che "come comunisti sovietici, dobbiamo osservare il principio secondo il quale più democrazia significa più socialismo".
La versione cecoslovacca della perestrojka, che aveva preso forma lentamente negli ultimi mesi del governo Husák sotto la guida dei riformisti e del Premier cecoslovacco pro-Gorbačëv Lubomír Štrougal, richiese una modesta decentralizzazione dell'amministrazione dell'economia statale, ma rimandò ogni azione concreta alla fine del decennio. La lentezza delle riforme in Cecoslovacchia divenne presto irritante per la leadership sovietica. Economicamente, tuttavia, la lentezza fu dovuta al fatto che non esistevano seri problemi economici diversamente da quanto accadeva in Polonia, Unione Sovietica e Ungheria, e d'altra parte gli iniziali effetti catastrofici delle riforme in URSS e Ungheria furono già visibili nei tardi anni ottanta. L'insoddisfazione di molti cechi e slovacchi era crescente, a causa della rigida situazione politica, della mancanza di libertà ma principalmente perché la popolazione poteva assistere a programmi televisivi stranieri (tedeschi sul confine con la Boemia e austriaci nella Slovacchia sud-occidentale, inclusa Bratislava, ma poi dai tardi anni '80 ovunque grazie ai videoregistratori) che mostravano lo stile di vita dell'Europa occidentale e degli Stati Uniti.
Nel dicembre 1987 circa 500.000 cattolici cecoslovacchi firmarono una petizione per la libertà religiosa. Questa fu la più grande petizione delle forze di opposizione in Europa centrale.
La prima manifestazione anti-comunista avvenne il 25 marzo 1988 – la Manifestazione delle Candele. Una riunione pacifica non autorizzata di circa 2.000 cattolici (altre fonti dicono 10.000) nella capitale slovacca Bratislava chiese la libertà religiosa e i diritti civili, ma i partecipanti furono dispersi con la violenza dalle forze di polizia. Circa 100 manifestanti vennero arrestati. Alcuni ministri e alti funzionari comunisti (il Primo Ministro slovacco, il Ministro dell'Interno e il Ministro della Cultura) osservavano lo svolgimento dell'operazione dalle finestre di un vicino hotel (il Carlton).
Si verificarono manifestazioni anche il 28 ottobre 1988 (l'anniversario dell'istituzione della Cecoslovacchia nel 1918) a Bratislava e in altre città. La nascita della Cecoslovacchia "capitalista" il 28 ottobre è diventata una festa pubblica solo nel settembre 1988 nella Cecoslovacchia comunista. Altre manifestazioni seguirono nel gennaio 1989 (morte di Jan Palach del 16 gennaio 1969), il 21 agosto 1989 (intervento sovietico del 1968) e il 28 ottobre 1989.
La rivoluzione anti-comunista iniziò il 16 novembre 1989 a Bratislava con una manifestazione degli studenti slovacchi a favore della democrazia e continuò con l'analoga manifestazione di studenti cechi a Praga il 17 novembre.

### La Cecoslovacchia democratica (1989-1992)
Il 17 novembre 1989 la polizia comunista soppresse con la forza una manifestazione a favore della democrazia, assaltando brutalmente molti studenti partecipanti. Nei giorni che seguirono, la Carta 77 e altri gruppi si unirono per formare il Forum Civico, il cui capo era lo scrittore dissidente Václav Havel. Questa nuova organizzazione ottenne il sostegno di milioni di cechi e di slovacchi, (che formarono il Pubblico Contro la Violenza).
Dovendosi confrontare con il rifiuto della popolazione, il Partito Comunista crollò. I suoi capi, Husák e il segretario Miloš Jakeš si dimisero nel dicembre 1989, e Havel fu eletto Presidente della Cecoslovacchia il 29 dicembre. La stupefacente velocità degli eventi fu in parte causata dalla totale mancanza di popolarità del regime comunista e dal cambiamento della politica sovietica.
Nello stesso dicembre fu formato un governo di coalizione, in cui il Partito Comunista ebbe la minoranza dei ministeri. Le prime elezioni libere dal 1946 in Cecoslovacchia si tennero nel giugno 1990, senza incidenti e con più del 95% di affluenza alle urne. Come previsto, il Forum Civico e il Pubblico Contro la Violenza vinsero le elezioni nelle rispettive repubbliche ed ebbero la maggioranza nel Parlamento federale. Quest'ultimo intraprese un movimento di riforma per assicurare l'evoluzione democratica della nazione. 
Il Forum Civico si accorse tuttavia che, anche se aveva ottenuto il principale obiettivo di rovesciare il regime comunista, era però inefficace come partito al governo. Le dimissioni del partito furono pertanto necessarie e inevitabili.
Con la fine del 1990 i "gruppi parlamentari" non ufficiali si evolsero con diverse agende politiche. Il più influente di questi gruppi era il Partito Civico Democratico, capeggiato dall'ex Primo Ministro Václav Klaus. Tra gli altri partiti che nacquero dopo la rottura ci furono il Partito Social Democratico Ceco, il Movimento Civico, l'Alleanza Civica Democratica.
Nel 1992 gli slovacchi chiesero maggiore autonomia bloccando il funzionamento del governo federale. Nelle elezioni del giugno 1992, il Partito Civico Democratico di Klaus vinse nelle terre ceche, avendo proposto una riforma economica. Il Movimento di Vladimír Mečiar per una Slovacchia democratica emerse come il principale partito slovacco, che si basava sulle continue richieste di autonomia. I federalisti, come Havel, erano incapaci di contenere le spinte divisionistiche, e pertanto nel luglio 1992 Havel si dimise. Nell'ultima metà dell'anno Klaus e Mečiar giunsero a un accordo secondo il quale le due repubbliche si sarebbero separate alla fine dell'anno.
I membri del Parlamento della Cecoslovacchia, divisi lungo le linee nazionali, cooperarono per la formazione della legge di divisione. Il 1º gennaio 1993 furono fondate pacificamente e simultaneamente la Repubblica Ceca e la Slovacchia.
Le relazioni tra i due stati, nonostante occasionali dispute riguardo alla divisione delle proprietà federali e sul governo del confine, convivono in pace. Entrambi i nuovi stati ottennero subito il riconoscimento degli Stati Uniti e dell'Unione europea.